# Mikkel Bratt Silset
Mikkel Bratt Silset, född 1991, är en norsk skådespelare.
Silset har bland annat medverkat i filmen Utvandrarna. Han har även medverkat i TV-serierna Kristianias magiska tivoliteater och Knekt.

## Filmografi (i urval)
- 2019–2021 – Beforeigners (TV-serie)
- 2021 – Utvandrarna
- 2021 – Kristianias magiska tivoliteater (TV-serie)
- 2023 – Knekt (TV-serie)
- 2024 – House of Spoils
- 2025 – Kraken